# Giovanni Ghinazzi
Giovanni Ghinazzi (Bologna, 9 luglio 1915 – 14 novembre 1986) è stato un aviatore italiano ed una delle figure più rappresentative della Gran Loggia d'Italia degli Alam, fu alla guida di questa obbedienza massonica per 24 anni, dal 1962 al 1986.

## Biografia
Giovanni Ghinazzi nasce a Bologna, in una famiglia borghese, il 9 luglio 1915. Nonostante il diploma da ragioniere in tasca, affascinato dalle imprese degli aviatori italiani, decide di iscriversi alla Scuola allievi ufficiali piloti della Regia aeronautica militare. Nel 1936 viene assegnato all'8º Stormo dell'Aeroporto di Bologna e un anno dopo viene chiamato a partecipare alla campagna di Spagna. Nel 1939 opera in Albania. Dopo un breve periodo in Italia, è chiamato a prestare la sua opera nella Seconda guerra mondiale. Nel maggio 1941 il Tenente Ghinazzi volava con la 205ª Squadriglia da bombardamento sui Savoia-Marchetti S.M.84 quando il 28 maggio danneggia gravemente la HMS Imperial (Classe I (cacciatorpediniere 1936)). Per il suo coraggio e il suo valore è insignito con diverse medaglie e croci al merito. Nel 1955, dopo essersi occupato di formare i nuovi piloti, viene congedato per le lesioni all'udito riportate durante le missioni di guerra con il grado di generale.

### L'incontro con la massoneria
L'incontro tra Ghinazzi e la massoneria avviene nell'estate del 1945. Dopo la messa al bando operata dal fascismo, è il momento della rinascita dell'associazionismo massonico. L'Italia è in fermento. Dopo un ventennio di “sonno”, rinascono logge in ogni parte d'Italia. A Bologna Ghinazzi con una decina di persone dà vita alla prima Officina, che viene chiamata “Orione”. Ben presto l'impegno e la passione di Ghinazzi lo portano a diventare Maestro Venerabile e nel giro di pochi anni a ricoprire incarichi importanti anche a livello nazionale. Tra il 1955 e il 1956 assume la carica di Gran Maestro pro tempore, fino a quando viene nominato alla guida della Serenissima Gran Loggia Tito Ceccherini e Ghinazzi assume la carica di Gran Maestro aggiunto.
Il connubio all'inizio è molto produttivo: tra le novità introdotte l'apertura della Comunione anche alle donne, che trasforma ben presto l'associazione in un'obbedienza mista. Ma l'idillio tra i due non dura molto e i dissidi portano alle dimissioni di Ceccherini nel 1962.

### La reggenza
A seguito delle burrascose dimissioni di Ceccherini, Giovanni Ghinazzi è nominato reggente della Serenissima Gran Loggia. Il 4 aprile del 1962, però, Ceccherini invia ai dirigenti dell'obbedienza una lettera con la quale sconfessa le sue dimissioni ritenendosi, di conseguenza, ancora il legittimo Gran Maestro in carica e decreta l'espulsione del Gran Maestro Ghinazzi. Riprende posto nella sede nazionale dell'Obbedienza e annuncia la ripresa dei pieni poteri. Ma il Supremo Consiglio non gli dà ragione e riconosce Giovanni Ghinazzi come unico e legittimo Gran Maestro della Serenissima Gran Loggia.
Il nuovo reggente si appresta dunque a portare avanti una difficile opera di ricostruzione della Comunione che in poche settimane ha perso sede centrale, archivio e fondi.
Nel giugno del 1962 Ghinazzi viene eletto anche alla carica di Sovrano Gran Commendatore del rito scozzese antico ed accettato, a capo quindi del Supremo Consiglio: vengono così concentrate in un'unica persona le massime cariche del Rito e dell'Ordine.
La situazione è abbastanza disastrosa: la scissione ha portato una netta diminuzione degli iscritti e la prima cosa che Ghinazzi  fa è dedicarsi al proselitismo. L'espansione della Gran Loggia è da quel momento una costante della sua reggenza: in meno di 25 anni vede fondare 237 officine, riemergerne 20, regolarizzarne 14 e contare 5 000 iscritti.
Nel 1964 si registra anche la fusione con la Serenissima Gran Loggia Nazionale d'Italia, che porta nuova linfa vitale. Negli anni, nell'ottica di una massoneria unica e universale, cerca anche di stabilire buoni rapporti con il Grande Oriente d'Italia, ma senza ottenere risultati apprezzabili. Nel 1965 l'Obbedienza assume il nome definitivo di Gran Loggia d'Italia degli Alam, e si inaugura la sede attuale, situata a Roma in Palazzo Vitelleschi, via San Nicola de' Cesarini 3.
In quegli anni la Gran Loggia d'Italia entra nel CLIPSAS (Centro di Raccordo e Informazione delle Potenze Massoniche Firmatarie dell'Appello di Strasburgo), organizzazione massonica internazionale nata su iniziativa del Grande Oriente del Belgio, e poi nel circuito CATENA, un'organizzazione internazionale che riconosce alle donne il diritto di appartenere alla Libera Muratoria. Ghinazzi è uno strenuo difensore della massoneria come unica grande unione senza confini geografici: durante il suo lungo mandato sono numerosi i rapporti internazionali intessuti e le visite effettuate all'estero.
Nel 1971 alcuni Maestri Venerabili sollevano il problema dell'elezione del Sovrano Gran Commendatore del Rito a Gran Maestro dell'Ordine, rimasto sospeso dal 1962. Ghinazzi istituisce una commissione di studi approvata il 1º dicembre del 1984 dall'assemblea della Gran Loggia, e che porterà all'unificazione delle cariche di Sovrano Gran Commendatore del rito scozzese e di Gran Maestro della Gran Loggia. A seguito di questa unificazione verrà uniformato anche il sistema dei gradi, che diventa un unicum armonico dal I al XXXIII grado.

### Gli ultimi anni e la P2
Nel 1981 la Gran Loggia si trova a dover affrontare il terremoto mediatico suscitato dalla scoperta della loggia P2, appartenente al Grande Oriente d'Italia. Nonostante la sua totale estraneità anche nella sede di via de' Cesarini ci sono controlli e perquisizioni, che si prolungano per 25 giorni. La Gran Loggia ne esce comunque senza danni.
Il 14 novembre 1986, Giovanni Ghinazzi muore lasciando dietro di sé una Gran Loggia rinnovata e rinvigorita nel numero di aderenti e nel peso e riconoscimento internazionale con rapporti di amicizia importanti come quello con il Grande Oriente di Francia e la Gran Loggia del Belgio.